# Floró (arquitectura)

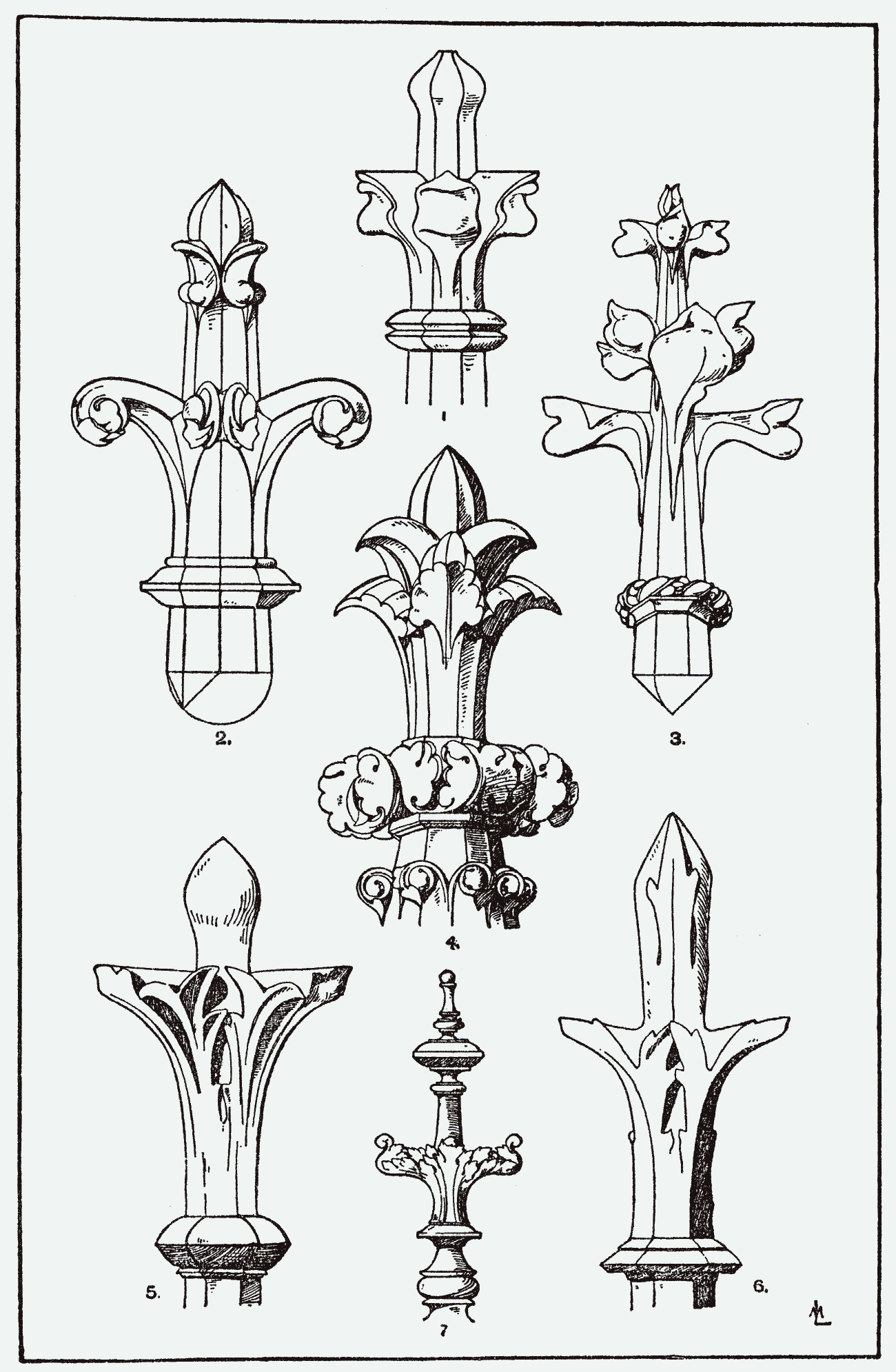
Làmina on es mostren diferents florons arquitectònics

En arquitectura, un floró és un petit element decoratiu de pedra que es troba sobretot en edificis medievals, especialment durant l'estil gòtic. Situat generalment en llocs alts com a part integrant dels elements que accentuen la verticalitat, el floró corona de manera aïllada els pinacles o gablets.
Aquest element, tal com indica el seu nom, és la representació estilitzada d'una flor (per exemple la flor de lis) i està compost per un element central vertical voltat de quatre fulles o pètals que s'obren cap enfora i que, en conjunt, formen una planta i un alçat cruciformes. Els florons també poden sobresortir un per sobre d'un altre.
També s'anomena floró l'ornament pintat o esculpit en forma de gran flor que es col·loca al centre d'un sostre, en una clau de volta, etc.

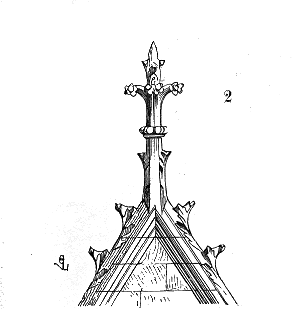
Pinacle gòtic acabat en un floró (il·lustració de Viollet-le-Duc, 1856)
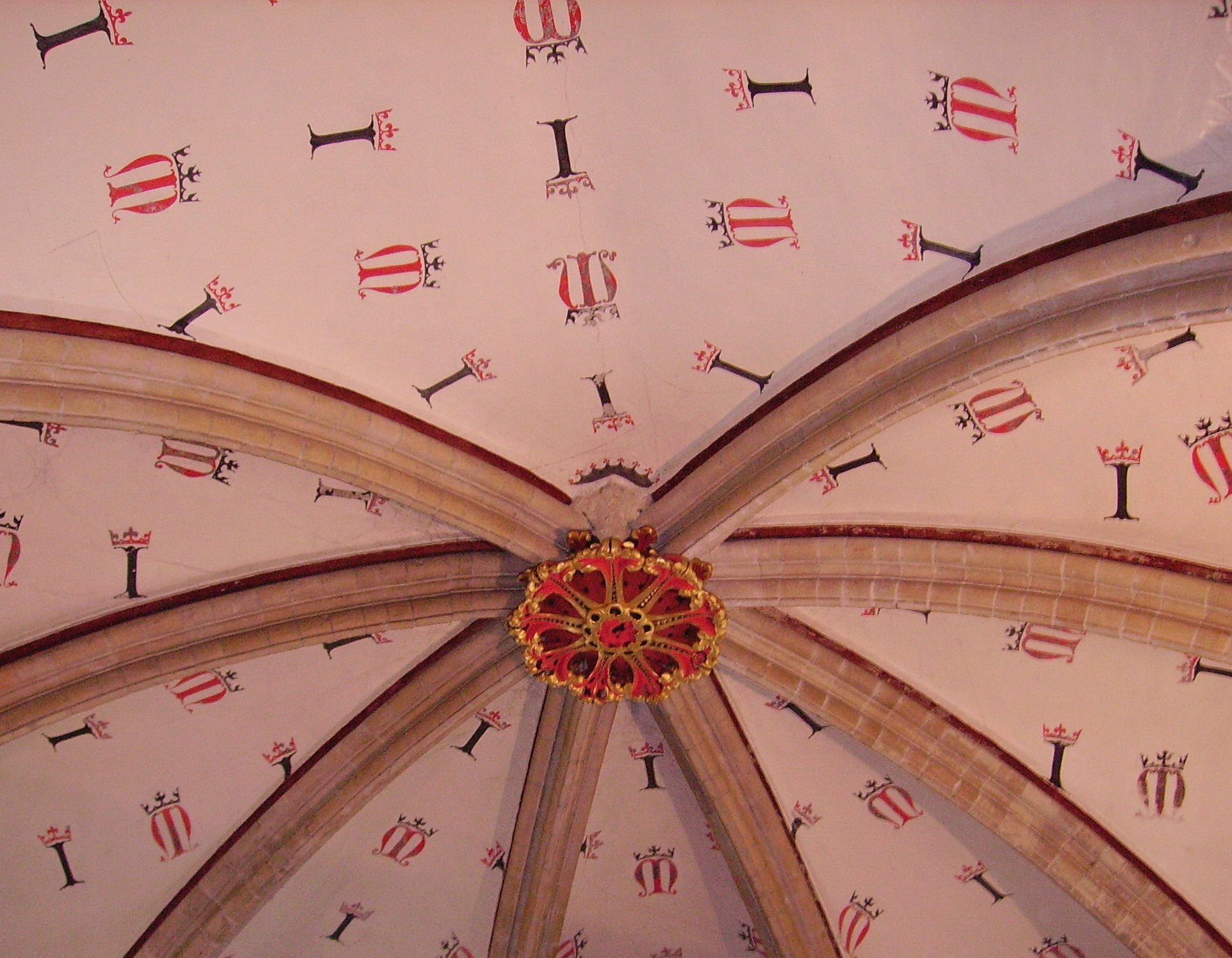
Floró en forma de clau de volta de la Catedral de Canterbury
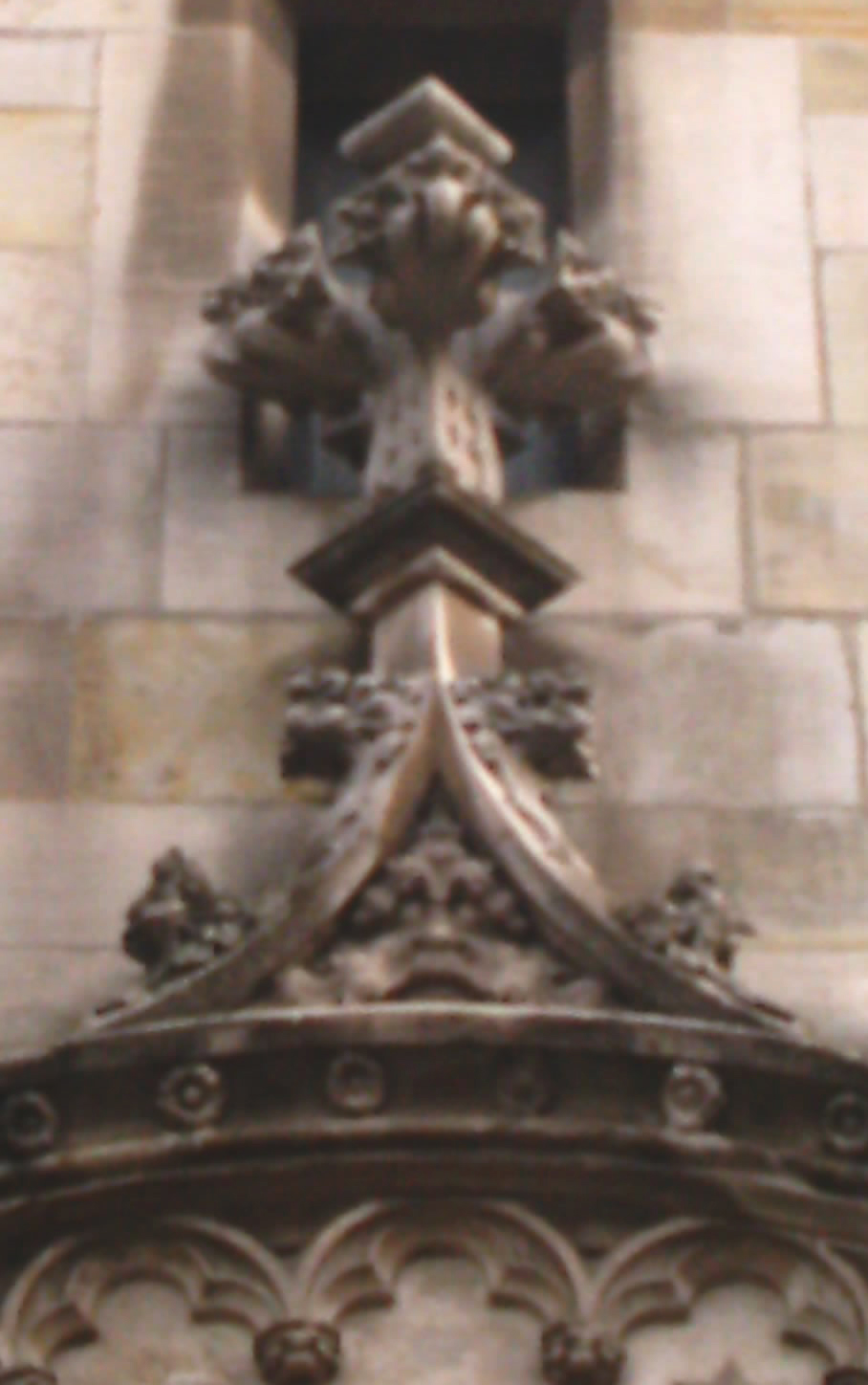
Floró al capdamunt d'una composició escultòrica a l'Ajuntament d'Aquisgrà (Alemanya)